# Neda Amin

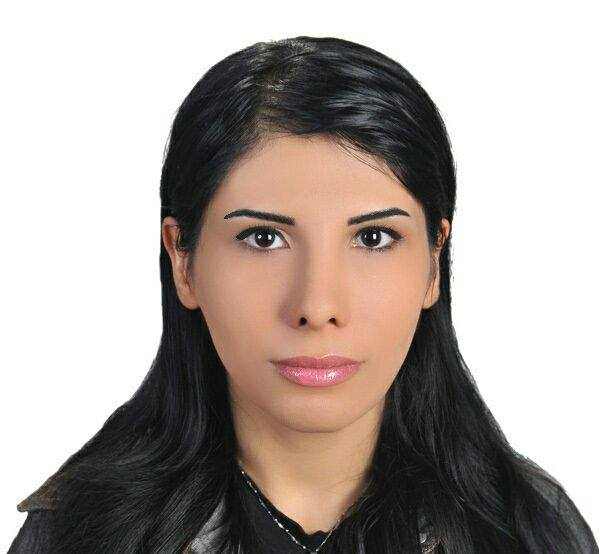
Neda Amin

Neda Amin (persisch ندا امین, * 10. Dezember 1984) ist eine iranische Journalistin und Bloggerin.

## Leben
Aufgrund eines Buches über Frauenrechte und ihre Tätigkeit für die Onlineausgabe Time of Israel musste sie 2014 aus dem Iran fliehen und fand zunächst Aufnahme als Flüchtling in der Türkei. Die iranische Journalistin, die auch für die persische Ausgabe der Times of Israel schrieb, sollte von der Türkei in den Iran abgeschoben werden. Hierzu stand sie in der Türkei vor Gericht. Ihr wurde Spionage für Israel vorgeworfen.
Nach Aktivitäten des Verlegers von Times of Israel richtete Achia Ginossar, Vorsitzender des Jerusalemer Journalistenverbands, sich in einem Brief direkt an den Innenminister von Israel, Arje Deri. Der machte eine Aufnahmezusage. Die Ausreise aus der Türkei gestaltete sich als schwierig.
Am 10. August 2017 konnte Neda Amin nach Israel ausreisen, wo sie Asyl erhielt. Sie soll nach eigener Aussage jüdische Vorfahren haben, die Mutter ihres Vaters soll eine Jüdin gewesen sein.